# Austrodecus stocki
Austrodecus stocki är en havsspindelart som beskrevs av Child, C.A. 1988. Austrodecus stocki ingår i släktet Austrodecus och familjen Austrodecidae. Inga underarter finns listade.